# Wawrzyniec Senes
Wawrzyniec Senes występujący również jako Laurentius de Sent i Muretto de Sant (XVII w.), architekt i budowniczy w Polsce, pochodzący z Sent koło Muretto w Gryzonii. 

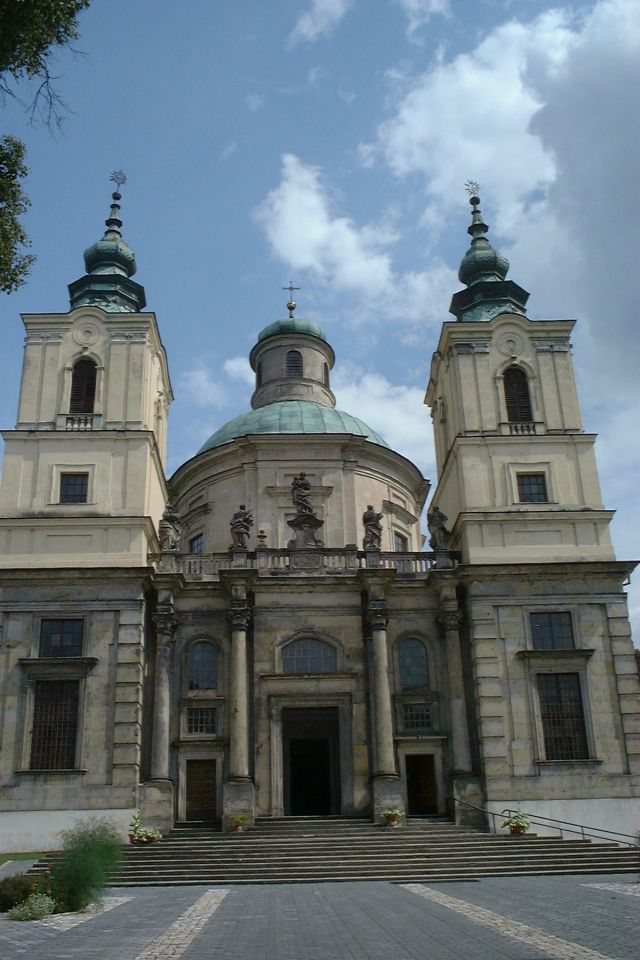
Kolegiata w Klimontowie

Pracował m.in. dla braci Ossolińskich, wojewody sandomierskiego Krzysztofa i kanclerza Jerzego.  
W latach 30. i 40. XVII w. projektował, przy współudziale wojewody Krzysztofa, ostateczny kształt i budował zamek Krzyżtopór w Ujeździe, jedną z najwspanialszych rezydencji magnackich w Polsce XVII w. Był również architektem i budowniczym kolegiaty w Klimontowie (1643–1650), ufundowanej przez kanclerza Jerzego. Wzorowany na wczesnobarokowej architekturze rzymskiej kościół, zaprojektowany na rzucie elipsy wpisanej w wielobok, jest uważany za jedną z oryginalniejszych budowli XVII w. w Polsce. Senesowi przypisywany jest projekt zamku Jerzego Ossolińskiego w Ossolinie, chociaż brak na to bezpośrednich dowodów, zbudowanego w latach 30. XVII w.  
Z życia Wawrzyńca zachowało się niewiele informacji. Urodził się w alpejskiej Gryzonii, przebywał we Włoszech, ale o jego działalności tam nic nie wiemy. W Polsce pojawił się przed 1632 r., kiedy to 13 stycznia nabył w Krakowie za 6 000 złotych polskich  kamienicę na ulicy Sławkowskiej, naprzeciw Bramy Sławkowskiej, obciążoną dodatkową kwotą 1 000 złotych wyderkafu na rzecz Kościoła Mariackiego, od Zuzanny, wdowy po mieszczaninie Janie Głowackim. W dokumencie sporządzonym przed ławą miejską występuje żona Wawrzyńca, Zofia, córka krawca Wojciecha Trelpy, mieszczanina warszawskiego, co świadczy, że murator przebywał już jakiś czas w Polsce i jest prawdopodobne, że do Krakowa zawitał z Warszawy. Przypuszczenie, że Senes przybył do Polski ściągnięty przez  Ossolińskich kilka lat wcześniej i brał udział w budowie zamku w Ujeździe od początku (ok. 1627), jest tylko hipotezą. 
4 czerwca 1633 r. Laurentius Meretor de Sene in Grizonia, murator, został obywatelem Krakowa. Już jako krakowski mieszczanin, dwa dni później, zapewnił żonie sumę posagową w wysokości 1 000 złotych węgierskich, zabezpieczoną na połowie nabytej rok wcześniej kamienicy. Jednocześnie małżonkowie zawarli umowę na przeżycie, w której Wawrzyniec zapewnił żonie po swojej śmierci 2 000 złotych węgierskich na całym swoim majątku, a Zofia zapisała mu na wypadek swej śmierci, cały swój majątek. Jednocześnie małżonkowie zagwarantowali sobie prawo dożywocia w kamienicy, a na wspólne dzieci miała ona przejść dopiero po śmierci obojga. W trakcie prac przy budowie Krzyżtopora w latach 30. i 40., Wawrzyniec przebywał z rodziną najczęściej w dobrach Ossolińskich w Ujeździe, Klimontowie i Ossolinie położonych w sandomierskim. Praca na rzecz magnatów wiązała się podwyższeniem materialnego statusu Senesa. Po zakończeniu ok. 1644 r. budowy zamku w Ujeździe, Wawrzyniec zajął się znów swoim majątkiem. W 1645 r. sprzedał kamienicę na Sławkowskiej, a kupił 10 maja tego roku, od sekretarza królewskiego Stanisława Baryczki za 9 000 złotych polskich (dał 4 000 zaliczki), inną kamienicę, położoną na rogu ulic Brackiej i Gołębiej. Kilkanaście dni później, 23 maja, kupił dla swego syna, Jana Baptysty, kolejną kamienicę, tym razem od pasierbów Baryczki, czterech braci Gisz. Była ona położona obok wcześniej kupionej, a zapłacił za nią 10 000 florenów.
Rozliczenia z Baryczką z tytułu dopłaty 5 000 złotych za pierwszą kamienicę ciągnęły się aż do 1649 r. Wtedy to kontrahenci zawarli ugodę, w której Senes zobowiązywał się do czasu uregulowania płatności oddawać połowę czynszu z kamienicy.  Powyższe kłopoty świadczą o nie najlepszej kondycji finansowej architekta w tym czasie, nie wiemy jednak nic na temat rozliczeń z Ossolińskimi. Na tym informacje o budowniczym Krzyżtopora się urywają.